# Фергёф, Карл Вильгельм
Карл Вильгельм Фергёф (нем. Karl Wilhelm Verhoeff; 25 ноября 1867, Зост — 6 декабря 1944, Мюнхен) — немецкий зоолог.

## Биография
Родился 25 ноября 1867 года в Зосте, Вестфалия, в семье аптекаря Карла Морица Фергёфа (Karl Moritz Verhoeff; 1829–1909) и его жены Матильды, урождённой Рохоль (Mathilde Rocholl; 1834–1912). Окончив в 1889 году гимназию в родном городе, изучал естественные науки в университете Бонна, вначале медицину, но после одного семестра, перешёл на факультет зоологии и в 1893 году удостоен степени доктора философии.
Начиная с 1890 года, учёный путешествовал по странам Центральной Европы, Италии и Балканам, собрав обширный научный материал. Некоторые из этих поездок финансировались Королевской прусской академией наук. Другие он оплачивал самостоятельно, продавая свои коллекции; в Мюнхене и Берлине до сих пор хранится значительная их часть. С 1900 по 1905 гг. работал в берлинском Музее естествознания. Однако в дальнейшем Фергёф занимался исследованиями как частный учёный: в  1905-1908 гг. в Дрездене, в 1909 году в Бонне, в 1910-11 годах в Бад Канштатте и с 1911 года в Мюнхене. После Первой мировой войны жил в стесненных финансовых условиях и был вынужден продать многие образцы из своей коллекции. Из-за этого часть собранных в первых экспедициях голотипов оказалась рассеянной.
Фергёф, занимаясь преимущественно изучением морфологии насекомых и многоножек, оказал важные услуги познанию строения этих животных. Особенно выдаются его работы по систематике, морфологии, истории развития и филогении палеарктических многоножек. Под заглавием «Beiträge zur Kenntniss paläarctischer Myriopoden» Фергёф издал 20 статей, в которых, как и в других сочинениях, значительно способствовал не только самому познанию этих животных, но также и выяснению родственных отношений как многих отдельных групп между собой, так и отдельных отрядов класса членистоногих. Всего он опубликовал около 670 работ, включая обширные монографии, в которых описал тысячи новых таксонов (только многоножек более тысячи видов). Также обрабатывал коллекции других учёных, в частности, из Японии, Индии, Южной Америки, Австралии. Кроме этого, писал книги по естественной истории для молодёжи.
В 1933 году он получил Серебряную медаль Лейбница Прусской академии наук, в 1942 году — премию Фонда Огюста Фореля (Preis d. August-Forel-Stiftung). В том же году стал членом Леопальдины. А в 1943 году, по случаю 50-летия защиты докторской степени, стал почётным доктором философии Боннского университета.
Карл Вильгельм Фергёф женился в 1902 году в Регенсбурге на Марии, урождённой Кригер (Marie Krieger; 1882–1937). У пары было трое детей: две дочери и сын, который погиб в 1942 году на Восточном фронте.
Умер от ран, полученных после авиабомбардировок в декабре 1944 года. Согласно другой версии, учёный покончил с собой после разрушения дома во время бомбардировки союзников и проблем со зрением, что сделало невозможным дальнейшие исследования.

## Публикации
- «Blumen und Insecten von Norderney» (Галле, 1892);
- «Vergleichende Morphologie des Abdomens der Coleopteren» (ряд статей, помещённых в «Deutsche entom. Zeitschr.» и «Arch. f. Naturgesch.», 1893—97)

Главнейшие статьи Фергефа по многоножкам:
- «Über Diplopoden Tiroir, der Ostalpen und anderer Gegenden Europa’s nebst vergleichend morphologischen und biologischen Mittheilungen» («Arch. f. Naturgesch.», 1896);
- «Zur Vergleichenden Morphologie, Phylogenie, Gruppen- und Artsystematik der Chordeumiden» (там же, 1899);
- «Zur Systematik, Phylogenie und vergleichenden Morphologie der Juliden und über einige andere Diplopoden» (там же, 1899);
- «Zur vergl. Morphologie, Phylogenie etc. der Lysiopetaliden» («Zool. Jahrb.», 1900);
- «Zur vergl. Morphologie, Phylogenie etc. d. Ascospermorpha» («Arch. f. Naturgesch.», 1900);
- «Zur vergl. Morphologie, Systematik u. Geographie d. Chilopoden» («Nova Acta», 1901).